# Nguyễn Nho Trung
Nguyễn Nho Trung (sinh ngày 25 tháng 5 năm 1963) là chính trị gia người Việt Nam. Ông từng giữ chức vụ Ủy viên Ban thường vụ Thành ủy, Chủ tịch Hội đồng nhân dân thành phố Đà Nẵng.

## Tiểu sử
Nguyễn Nho Trung sinh ngày 25 tháng 5 năm 1963 tại xã Điện Hồng, thị xã Điện Bàn, tỉnh Quảng Nam.
Ông tốt nghiệp Đại học An ninh nhân dân, chuyên ngành Tiếng Anh, có bằng Thạc sĩ Luật học.
Ông từng công tác trong ngành công an.
Sau đó, ông giữ chức vụ Phó Giám đốc Sở Ngoại vụ thành phố Đà Nẵng, Bí thư Quận ủy Ngũ Hành Sơn.
Năm 2014, ông được điều động giữ chức vụ Chánh Văn phòng Thành ủy Đà Nẵng.
Ngày 7 tháng 7 năm 2015, ông Nguyễn Nho Trung, Thành ủy viên, Chánh Văn phòng Thành ủy Đà Nẵng, được các đại biểu dự Kỳ họp thứ 14 Hội đồng nhân dân Thành phố Đà Nẵng khóa VIII nhiệm kì 2011-2016 bầu giữ chức vụ Phó Chủ tịch Hội đồng nhân dân Thành phố Đà Nẵng.
Ông Nguyễn Nho Trung là Đại biểu Hội đồng nhân dân Thành phố Đà Nẵng khóa IX nhiệm kỳ 2016-2021, đơn vị bầu cử số 11 (phường Khuê Mỹ, phường Mỹ An, phường Hòa Hải, phường Hòa Quý).
Ngày 24 tháng 11 năm 2017, tại Kỳ họp thứ 5 (bất thường) khóa IX của Hội đồng nhân dân Thành phố Đà Nẵng nhiệm kỳ 2016-2021, Nguyễn Nho Trung, Ủy viên Ban Thường vụ Thành ủy, Phó Chủ tịch Hội đồng nhân dân Thành phố Đà Nẵng, được Thường trực Hội đồng nhân dân Thành phố Đà Nẵng phân công phụ trách điều hành hoạt động của Hội đồng nhân dân thành phố Đà Nẵng thay ông Nguyễn Xuân Anh (bị bãi nhiệm chức Chủ tịch Hội đồng nhân dân Thành phố Đà Nẵng) cho đến khi bầu Chủ tịch mới.
Ngày 9 tháng 7 năm 2018, Kì họp Hội đồng nhân dân Tp Đà Nẵng đã bầu ông Nguyễn Nho Trung giữ chức Chủ tịch Hội đồng nhân dân thành phố Đà Nẵng.
Ngày 9 tháng 12 năm 2020, phát biểu bế mạc kỳ họp thứ 16, HĐND TP.Đà Nẵng khóa 9 sau 3 ngày làm việc, ông Nguyễn Nho Trung xin lỗi cử tri Đà Nẵng 'vì những lời hứa chưa thực hiện được' và được HĐND TP.Đà Nẵng miễn nhiệm chức Chủ tịch HĐND TP để về hưu trước tuổi theo nguyện vọng. Cũng tại kỳ họp này, HĐND TP đã bầu ông Lương Nguyễn Minh Triết, Phó bí thư Thường trực Thành ủy Đà Nẵng vào chức danh này.